# Sergey
Sergey – miejscowość i gmina (commune) w zachodniej Szwajcarii, w kantonie Vaud, w okręgu (district) Jura-Nord vaudois.   

## Demografia
W Sergey mieszka 141 osób. W 2021 roku 10,6% populacji gminy stanowiły osoby urodzone poza Szwajcarią.